# Tomaspis raripila
Tomaspis raripila är en insektsart som beskrevs av Jacobi 1908. Tomaspis raripila ingår i släktet Tomaspis och familjen spottstritar. Inga underarter finns listade i Catalogue of Life.